# سلمان بن حسين بك السلمان
سلمان بك
هو سلمان ابن حسين بك السلمان من آل علي الصغير
- كان يسكن قرية عدلون في ساحل صيدا.
- كان متزوجا بكريمة السيد علي محمد الأمين.
- عُيّن حاكما في بنت جبيل بعد أخيه ثامر بك فبقي أربعة أشهر وعُزل بعدها.
- توفي سنة 1286 هجرية.